# Hällestads socken, Skåne
Hällestads socken i Skåne ingick i Torna härad, ingår sedan 1974 i Lunds kommun och motsvarar från 2016 Hällestads distrikt.
Socknens areal är 25,49 kvadratkilometer varav 25,43 land. År 2000 fanns här 724 invånare.  Tätorten Torna Hällestad med sockenkyrkan Hällestads kyrka ligger i socknen. 

## Administrativ historik
Socknen har medeltida ursprung. 
Vid kommunreformen 1862 övergick socknens ansvar för de kyrkliga frågorna till Hällestads församling och för de borgerliga frågorna bildades Hällestads landskommun. Landskommunen uppgick 1952 i Dalby landskommun som uppgick 1974 i Lunds kommun. Församlingen uppgick 2002 i Dalby församling.
1 januari 2016 inrättades distriktet Hällestad, med samma omfattning som församlingen hade 1999/2000.
Socknen har tillhört län, fögderier, tingslag och domsagor enligt vad som beskrivs i artikeln Torna härad. De indelta soldaterna tillhörde Södra skånska infanteriregementet, Livkompaniet och Skånska dragonregementet, Torna skvadron, Överstelöjtnantens kompani.

## Geografi
Hällestads socken ligger öster om Lund med Romeleåsen i nordväst. Socknen är en småkuperad.

## Fornlämningar
Cirka 30 boplatser från stenåldern är funna. Gravar och en skeppssättning finns här också. I kyrkan finns tre runstenar.

## Namnet
Namnet skrevs 1501 Hellista och kommer från kyrkbyn. Efterleden är sta(d), 'ställe, plats'. Förleden innehåller antingen mansnamnet Helge eller adjektivet helig..